# コチシュ・ゾルターン
コチシュ・ゾルターン（Kocsis Zoltán、1952年5月30日 - 2016年11月6日）は、ハンガリーのブダペスト出身のピアニスト・指揮者・作曲家。日本では、同世代の他のハンガリーのピアニスト、ラーンキ・デジューやシフ・アンドラーシュと合わせて、「ハンガリーの三羽烏」や「ハンガリーの三天王」などと呼ばれていた。

## 略歴
- 5歳からピアノを始める。
- 1963年、バルトーク音楽院に入学しピアノと作曲を学ぶ。
- 1968年、リスト音楽院に進学し、パール・カドシャとフェレンツ・ラドシュに師事。
- 1970年、ハンガリー放送主催のベートーヴェン・ピアノコンクールで優勝し、国際的な演奏活動を始める。
- 1975年、初来日。
- 1983年、指揮者のイヴァン・フィッシャーと共にブダペスト祝祭管弦楽団（BFO）を設立。
- 1997年、ハンガリー国立フィルハーモニー管弦楽団の音楽総監督に就任。
- 2004年、フランスのカンヌ市での音楽祭MIDEM（ミデム）において「Lifetime Achievement Award」を受賞。またフランス文化省からはフランス文化芸術勲章を授与される。
- 2016年、長い闘病生活の末に死去[1]。64歳没。

## 音楽活動
シカゴ交響楽団、シュターツカペレ・ドレスデン、サンフランシスコ交響楽団、ニューヨーク・フィルハーモニック、フィルハーモニア管弦楽団、ウィーン・フィルハーモニー管弦楽団など、世界の最も重要なオーケストラと共演し、演奏・録音活動に携わった。
ピアニストとしてレパートリーは広く、中でもショパン、リスト、ドビュッシー、ラヴェル、バルトークを得意としており、音楽家としてとりわけラフマニノフには格別の思い入れを寄せている。ラフマニノフの歌曲「ヴォカリーズ」のピアノ版への編曲は極めて有名である。
近年ではしばしば指揮者として、とりわけブダペスト祝祭管弦楽団やハンガリー国立フィルハーモニー管弦楽団と共演しており、19世紀末のロシアやウィーンの音楽を中心に録音を進めていた。
ドホナーニ・エルネーの作品の再評価にも関心を示していた。
ショパンのワルツ全集をヘンレ版による演奏で録音している数少ないピアニストの一人である。
2011年3月25日、東日本大震災に際し、ハンガリー国立フィルハーモニー管弦楽団のコンサートにおいて、音楽監督兼指揮者であるコチシュが犠牲者への弔意を表明し、被災者への見舞いを述べた。
作曲家としては3曲のオペラや室内楽曲などを残しており、2010年にはアルノルト・シェーンベルクの相続人の許可を得て『モーゼとアロン』の第3幕の補筆版を発表した。